# Chevalier (2015)
Chevalier ist eine griechische Komödie von Athina Rachel Tsangari. Der Film spielt mit Elementen des Buddy-Films und lässt sich einem Kino zuordnen, das von der Presse als Greek New Wave bezeichnet wird. Chevalier ist Tsangaris dritter Langfilm und wurde von ihrer eigenen Produktionsfirma Haos Film produziert.

## Handlung
Mitten im Ägäischen Meer, während eines Angelausflugs auf der Luxusjacht des Doktors, beschließen sechs Männer aus Langeweile ein Spiel zu spielen. Doch es handelt sich nicht um ein beliebiges Spiel. Alles was die Männer tun, soll bewertet werden, um herauszufinden, wer von ihnen der "Beste in allem" ist. Fortan legen die Männer ihre kleinen, schwarzen Notizbücher nicht mehr aus der Hand und bewerten alles, was sie tun: Schlafpositionen werden analysiert, Blutwerte verglichen, Erektionsfähigkeit bewertet und Ikea-Regale um die Wette zusammengebaut. Während dieses Spiels werden die männlichen Idealbilder der Männer und ihre Freundschaften immer brüchiger. Christos kämpft mit seinem alternden Körper, der Doktor mit dem Alter, Josef Nikolau mit seiner abnehmenden Erektionsfähigkeit, Yannis mit seinem Job und seiner Beziehung und sein Bruder Dimitris will nicht so recht hineinpassen in die Männerrunde. Langsam werden aus den Angelfreunden erbitterte Konkurrenten. Doch zum Schluss der Reise, wenn das Spiel zu Ende ist, soll nur einer zum „Besten in allem“ gekürt werden. Der Gewinn: Ein Siegelring, der am kleinen Finger getragen wird, der „Chevalier“.

## Hintergrund
Der Film spielt mit dem populären Genre der Buddy-Komödie, stellt aber, statt wie üblich zwei, sechs Protagonisten ins Zentrum seiner Erzählung. Chevalier parodiert das Genre durch den absurden Wettbewerb der Männer und öffnet zugleich eine empathische Perspektive auf alternde Männer inmitten einer "Krise der Männlichkeit". Auf dem Filmplakat und der offiziellen Filmseite wird der Film daher treffend als "buddy-movie without the buddies" bezeichnet.
Wie auch schon in Attenberg beschäftigt sich die Regisseurin mit seltsamen menschlichen Verhaltensweisen in Situationen, die den Charakter von sozialen Experimenten haben. Ihre Filme sind stark beeinflusst von den Tierfilmen von David Attenborough und der Anthropologie.
Chevalier feierte 2015 Weltpremiere auf dem Filmfestival in Locarno, wo der Film am offiziellen Wettbewerb teilnahm und für den Goldenen Leoparden nominiert wurde.

## Kritik
Die FAS bescheinigt Tsangari eine äußerst smarte Inszenierung und stellt fest: "Sie muss weder die einzelnen Wettbewerbe komplett zeigen, noch muss sie die Regeln erklären, manche Einlage ist ihr nur eine knappe pointierte Szene wert. [...] So entgeht sie der atemlosen Fixierung, sie schaut amüsiert zu, statt hinterherzuhecheln, und aus diesem fragmentierenden Erzählen resultiert auch der sarkastische Witz des Films [...]"
In der Zeit schreibt Georg Seeßlen: „Man kann Chevalier als grandiose Komödie über Männer am Rande der Soziopathie ansehen, das Männer-Pendant zu Tsangaris letztem Film Attenberg […], als Schattenspiel zur griechischen Misere oder auch als grimmiges Statement über den Zustand der europäischen Gesellschaften.“ Ferner bemerkt er: „Das grandiose Schauspieler-Ensemble schafft eine vollkommene Gleichwertigkeit in Nähe und Distanz, Erschrecken und Groteske. Wenn die Figuren am Ende in die Nacht verschwinden, zurückkehren zu ihren Berufen, ihren Familien, ihren Abstiegskämpfen, ihren Betrügereien, hat man indes eines gewiss nicht: Lust, ihnen zu folgen.“
Das Magazin Konkret schreibt über Chevalier: „Nach ihren anthropologischen Studien in Attenberg seziert Tsangari nun sehr treffend speziell männliche Verhaltensweisen.“ Zusätzlich merkt die Rezensentin an, dass sie das gockelhafte Verhalten der männlichen Kritikerkollegen restlos von der Qualität des Films überzeugt hat.

## Auszeichnungen
- BFI London International Film Festival, Großbritannien (BFI Best Film Award)
- Sarajewo Film Festival, Kosovo („Heart of Sarajevo“, Preis für den „Besten Schauspieler“ für gesamten Cast)
- Internationales Filmfestival Thessaloniki, Griechenland (Publikumspreis)